# 鈴木裕紀
鈴木 裕紀（すずき ゆきのり、1977年〈昭和52年〉5月27日-）は、日本の元プロバスケットボール選手で、現在は指導者。神奈川県横浜市戸塚区出身。現役時代のポジションはポイントガード/シューティングガード。B3リーグ・岩手ビッグブルズにヘッドコーチとして所属している。
2001年に新潟アルビレックスに入団しプロ選手となる。2005年にはbjリーグの大分ヒートデビルズに移籍し、最高3ポイントシュート成功率を2度獲得、ベストファイブにも1度選ばれた。
2011年に現役を引退すると同時に大分のヘッドコーチに就任しbjリーグ 2014-15シーズンまで指揮を執った後、bjリーグ 2015-16シーズンより金沢武士団、2017-18シーズンから2020年10月まで島根スサノオマジック、2022-23シーズンより岩手ビッグブルズのヘッドコーチを歴任している。

## 来歴
5歳の時にバスケットボールを始め、名瀬中学校を卒業後、湘南工科大附属高校に進学する。高校卒業後は日本体育大学に入学し、ユニバーシアード日本代表にも選ばれた。

### プロ入り後
大学卒業後、当時JBL1部リーグだった大和証券に内定していたが、大和証券ホットブリザーズの休部に伴うチーム譲渡により新潟アルビレックス（後の新潟アルビレックスBB）に入団する。新潟では貴重な控え選手として存在感を見せていたが、同じポジションに庄司和広らがいたため、レギュラー選手としての出場機会は多くなかった。
2005年、新潟が中心となって発足したbjリーグのドラフト会議においては、新潟のプロテクト選手枠から漏れたが、大分ヒートデビルズから2巡目（全体第10位）指名を受けて入団するとともに初代キャプテンに就任した。
迎えたbjリーグ初年度・2005-2006シーズンは前半戦に低迷していた大分だったが、桶谷大ヘッドコーチ代行（後にヘッドコーチ昇格）が指揮を執ることになった後半戦にプレイオフ進出争いを演じた。最後は息切れして5位に終わりプレーオフ進出はならなかったが、鈴木もリーグ日本人選手最多の1227分に出場するとともに3ポイントシュート成功率1位を記録し、日本人選手で唯一のベスト5に選出された。
2006-07シーズン、チームは3位に躍進。
2007-08シーズンにも2度目の3ポイント王を獲得している。チーム創設初年度から長く在籍し、「ミスターデビルズ」とも呼ばれていた。

### 引退後
2011年7月に現役を引退し、大分ヒートデビルズのヘッドコーチに就任し、bjリーグ 2014-15シーズンまで4シーズン指揮を執った後、退任。
bjリーグ 2015-16シーズン、新規に参入する金沢武士団の初代ヘッドコーチに就任し、創設1シーズン目からプレイオフ進出に導いた。2016-17シーズンのBリーグ発足後、金沢はその下部となるB3リーグ所属となるが、同シーズン29勝3敗の成績でチームをB2昇格に導いた後に退任した。
金沢を退団した2017年オフ、B1昇格を果たした島根スサノオマジックのヘッドコーチに就任した。就任1シーズン目の2017-18シーズンは苦戦し、B2降格したが、翌2018-19シーズンは1シーズンでB1復帰を果たした。
2019-20シーズンも引き続き島根のHCを務めていたが、2020年1月21日、鈴木がチームスタッフおよび選手に対してパワハラ行為を行っていたとして、Bリーグより2ヶ月間の公式試合に関わる職務全部停止の制裁処分を受けた。鈴木が深い反省の意を示したことにより、処分明けの3月20日にゼネラルマネジャー付き特任コーチとしてクラブに復帰した。フロント職であり、試合でのベンチ入りや選手への指導は行わない。
2020-21シーズンより島根のヘッドコーチに復職した。開幕から10戦で5勝をあげていたが、本人の意向により10月31日付で退任した。
2022年2月7日、岩手ビッグブルズのチームアナリストとして現場復帰。島根時代のパワハラに関しても反省のコメントをしている。2022-23シーズンから岩手のヘッドコーチとして指揮を執る。
2022-23シーズンは、レギュラーシーズン45勝7敗で岩手ビッグブルズクラブ史上初となるB3リーグレギュラーシーズン年間1位となった。プレーオフも制し、B3リーグ完全優勝を果たし、チームをB2昇格へと導いた。
2023-24シーズンはB2リーグで20勝40敗となりB3降格となったが、翌2024-25シーズンはレギュラーシーズン37勝15敗の後、プレーオフ3位決定戦で勝利し、1年でのB2復帰を果たした。

## 個人成績
| シーズン | チーム | GP  | GS | MPG   | FG%  | 3P%  | FT%  | RPG  | APG  | SPG  | BPG  | TO   | PPG  |
| -------- | ------ | --- | -- | ----- | ---- | ---- | ---- | ---- | ---- | ---- | ---- | ---- | ---- |
| 2005-06  | 大分   | 39  |    | 31.46 | .427 | .437 | .820 | 2.41 | 4.10 | 0.51 | 0.00 | 2.03 | 8.00 |
| 2006-07  | 大分   | 34  |    | 33.03 | .400 | .337 | .780 | 1.74 | 3.53 | 0.62 | 0.00 | 2.03 | 9.41 |
| 2007-08  | 大分   | 35  |    | 30.80 | .425 | .504 | .776 | 1.69 | 3.20 | 0.49 | 0.00 | 1.94 | 9.69 |
| 2008-09  | 大分   | 48  | 38 | 28.31 | .401 | .369 | .705 | 2.33 | 3.52 | 0.65 | 0.02 | 1.83 | 5.90 |
| 2009-10  | 大分   | 52  |    | 23.06 | .431 | .344 | .778 | 1.65 | 1.88 | 0.52 | 0.00 | 1.17 | 5.69 |
| 2010-11  | 大分   | 48  | 19 | 13.77 | .360 | .268 | .778 | 0.79 | 0.81 | 0.15 | 0.00 | 0.54 | 2.46 |
| Career   |        | 256 |    |       |      |      |      |      |      |      |      |      |      |